# Montigny-Montfort
Montigny-Montfort – miejscowość i gmina we Francji, w regionie Burgundia-Franche-Comté, w departamencie Côte-d’Or.
Według danych na rok 1990 gminę zamieszkiwało 318 osób, a gęstość zaludnienia wynosiła 19 osób/km² (wśród 2044 gmin Burgundii Montigny-Montfort plasuje się na 598. miejscu pod względem liczby ludności, natomiast pod względem powierzchni na miejscu 564.).